# Stanton Harcourt
Stanton Harcourt est un village situé dans l'Oxfordshire, en Angleterre.

## Géographie
Stanton Harcourt se trouve à une dizaine de kilomètres à l'ouest d’Oxford et à un peu plus de six kilomètres au sud-est de Witney. Le village est proche de la rive gauche de la Tamise.

## Histoire
Dans la paroisse de Stanton Harcourt fut mise au jour une série de dépôts paléontologiques sur la rive de la Tamise, apportant la preuve de la coexistence d'espèces d'éléphants et de mammouths pendant les périodes interglaciaires.
La toponymie de Stanton est dérivée du vieil anglais pour désigner "une ferme de pierres", probablement en rapport avec le cercle de pierres préhistoriques connu sous le nom de "Devil's Quoits" (les palets du diable), situé au sud-ouest du village.
L'église paroissiale est consacrée à l'archange Saint-Michel.
Le chevalier croisé, baron anglo-normand et gouverneur de Chypre, Richard de Canville naquit dans ce village en 1142.

## Lien externe

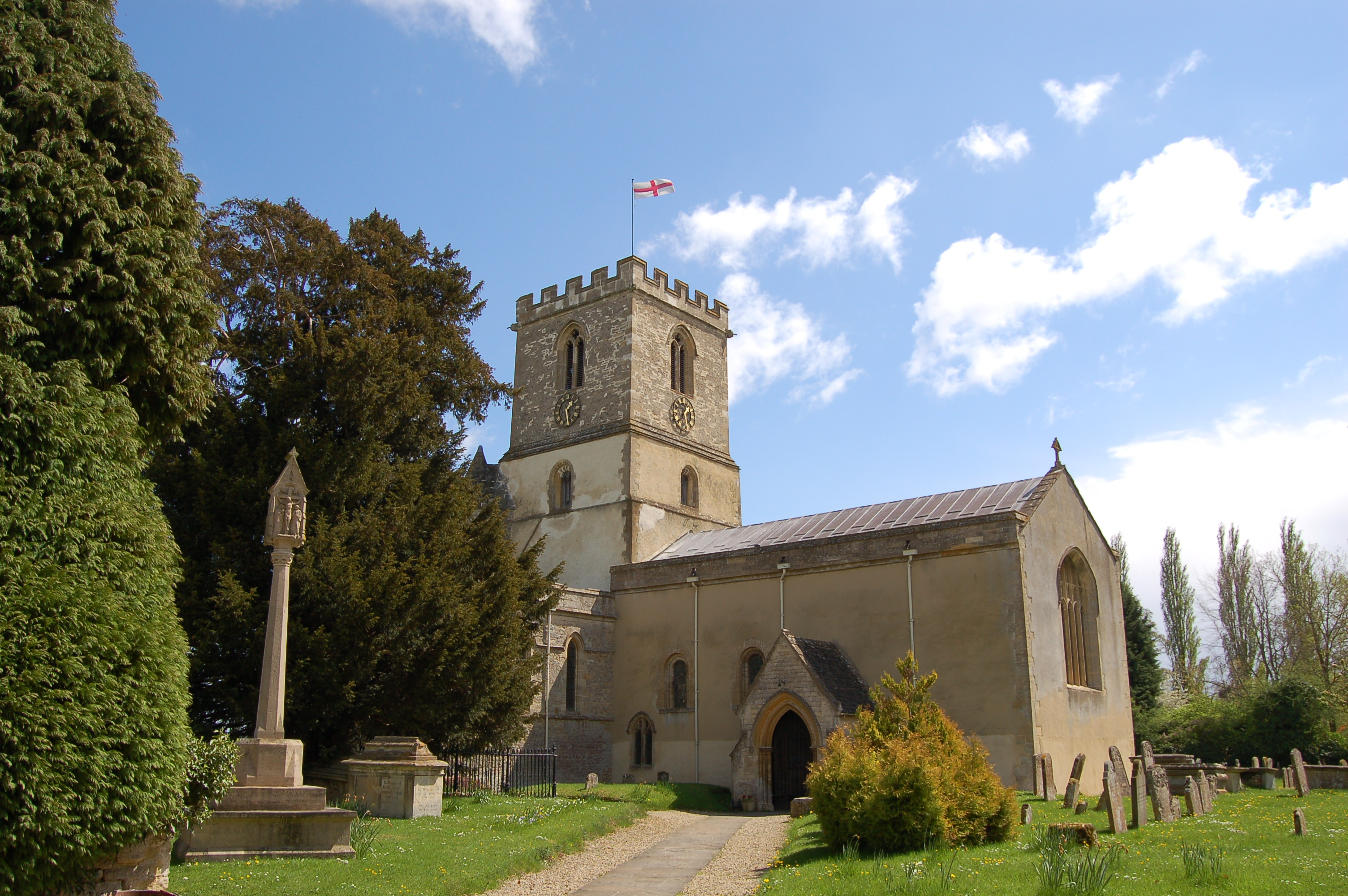
L'église de l'archange Saint-Michel.

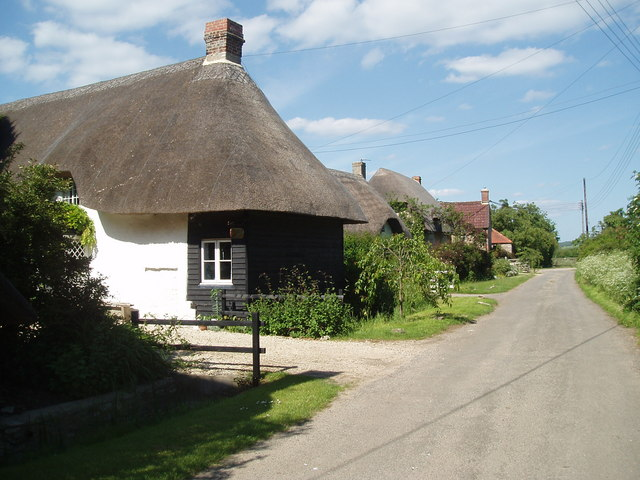
Cottages à Stanton Harcourt.

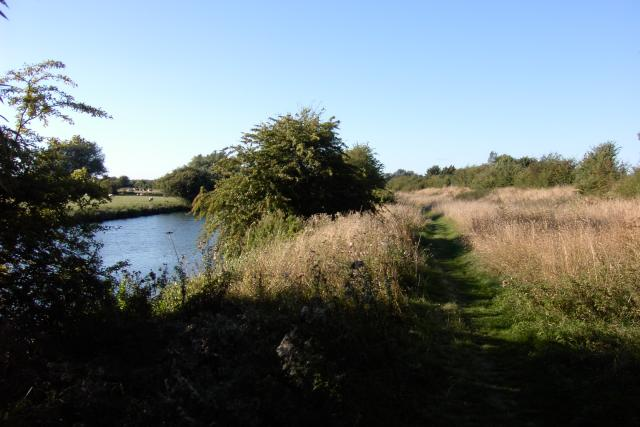
La Tamise près de Stanton Harcourt.